# Aloe camperi

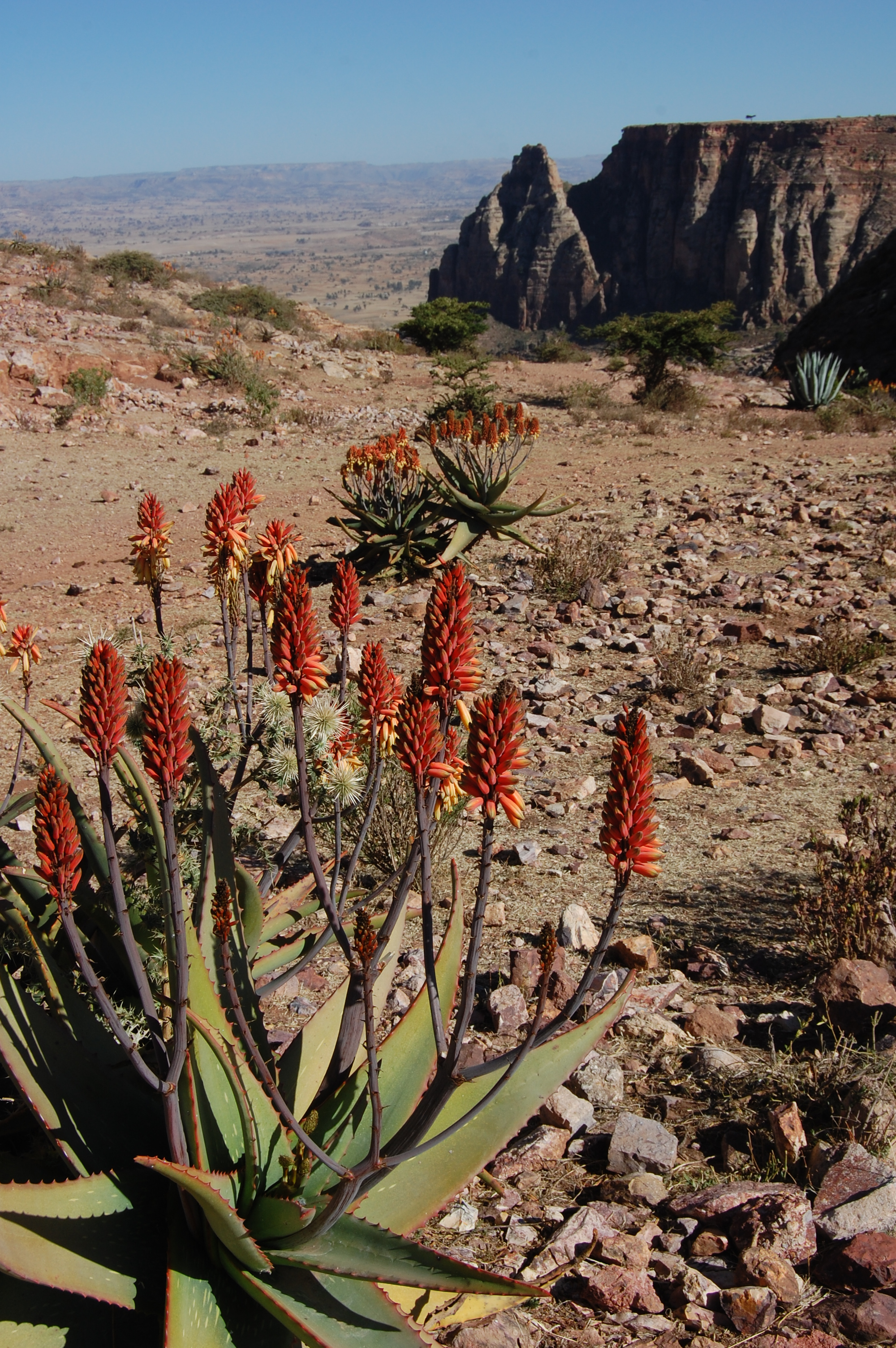
Pflanzen am Naturstandort

Aloe camperi ist eine Pflanzenart der Gattung der Aloen in der Unterfamilie der Affodillgewächse (Asphodeloideae). Das Artepitheton camperi ehrt Manfredo Camperio, einen Einwohner von Eritrea.

## Beschreibung

### Vegetative Merkmale
Aloe camperi wächst stammbildend, sprosst aus der Basis und bildet gelegentlich Gruppen von 1 bis 2 Meter Durchmesser. Die aufrechten, spreizenden oder niederliegenden Stämme sind bis zu 100 Zentimeter lang und 6 bis 10 Zentimeter breit. Die 12 bis 16 dreieckigen, zurückgebogenen Laubblätter bilden Rosetten und sind in den obersten 10 bis 20 Zentimeter der Stämme ausdauernd. Die dunkelgrüne Blattspreite ist 50 bis 60 Zentimeter lang und 8 bis 12 Zentimeter breit. Manchmal sind auf der Blattoberfläche wenige trübweiße, linsenförmige Flecken vorhanden. Die stechenden, bräunlichen Zähne am rötlichen Blattrand sind 3 bis 5 Millimeter lang und stehen 10 bis 20 Millimeter voneinander entfernt.

### Blütenstände und Blüten
Der Blütenstand besteht aus sechs bis acht Zweigen und erreicht eine Länge von 70 bis 100 Zentimeter. Die unteren Zweige sind manchmal zusätzlich verzweigt. Die dichten, zylindrischen Trauben sind 6 bis 9 Zentimeter lang und 6 bis 7 Zentimeter breit. Die deltoiden Brakteen weisen eine Länge von 2 Millimeter auf und sind ebenso breit. Die zylindrisch-keulenförmigen, orangefarbenen bis gelben Blüten stehen an 12 bis 18 Millimeter langen Blütenstielen. Sie erreichen eine Länge von 20 bis 22 Millimeter. Die Blüten sind 25 bis 30 Millimeter lang und an ihrer Basis kurz verschmälert. Auf Höhe des Fruchtknotens weisen die Blüten einen Durchmesser von 5 Millimeter auf. Darüber sind sie bis auf 11 Millimeter erweitert. Ihre äußeren Perigonblätter sind auf einer Länge von etwa 7 Millimetern nicht miteinander verwachsen. Die Staubblätter und der Griffel ragen 2 bis 4 Millimeter aus der Blüte heraus.

### Genetik
Die Chromosomenzahl beträgt {\displaystyle 2n=14}.

## Systematik und Verbreitung
Aloe camperi ist in Eritrea und Äthiopien an offenen Stellen in Tälern in Höhenlagen von 1400 bis 2530 Metern verbreitet.
Die Erstbeschreibung durch Georg Schweinfurth wurde 1894 veröffentlicht.
Synonyme sind Aloe abyssinica Salm-Dyck (1817, nom. illeg. ICBN-Artikel 53.1), Aloe spicata Baker (1896, nom. illeg. ICBN-Artikel 53.1), Aloe albopicta hort. ex A. Berger (1908), Aloe eru A.Berger (1908), Aloe eru f. erecta hort. ex A.Berger (1908), Aloe eru f. glauca hort. ex A.Berger (1908), Aloe eru f. maculata hort. ex A.Berger (1908), Aloe eru f. parvipunctata hort. ex A.Berger (1908) und Aloe eru var. cornuta A.Berger (1908).

## Nachweise